# Steinbruch Düstertal

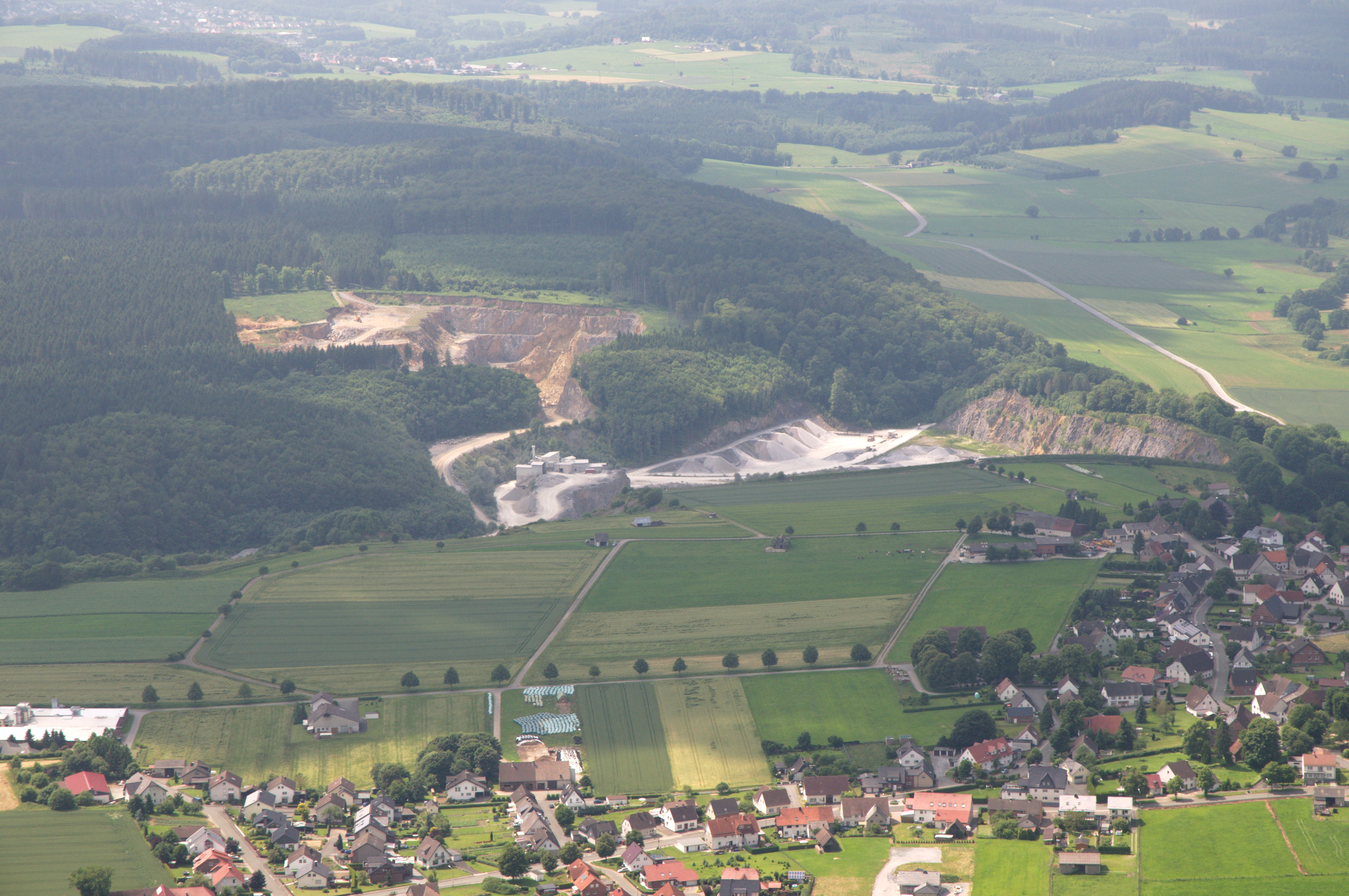
Steinbruch Düstertal von Osten (2013)

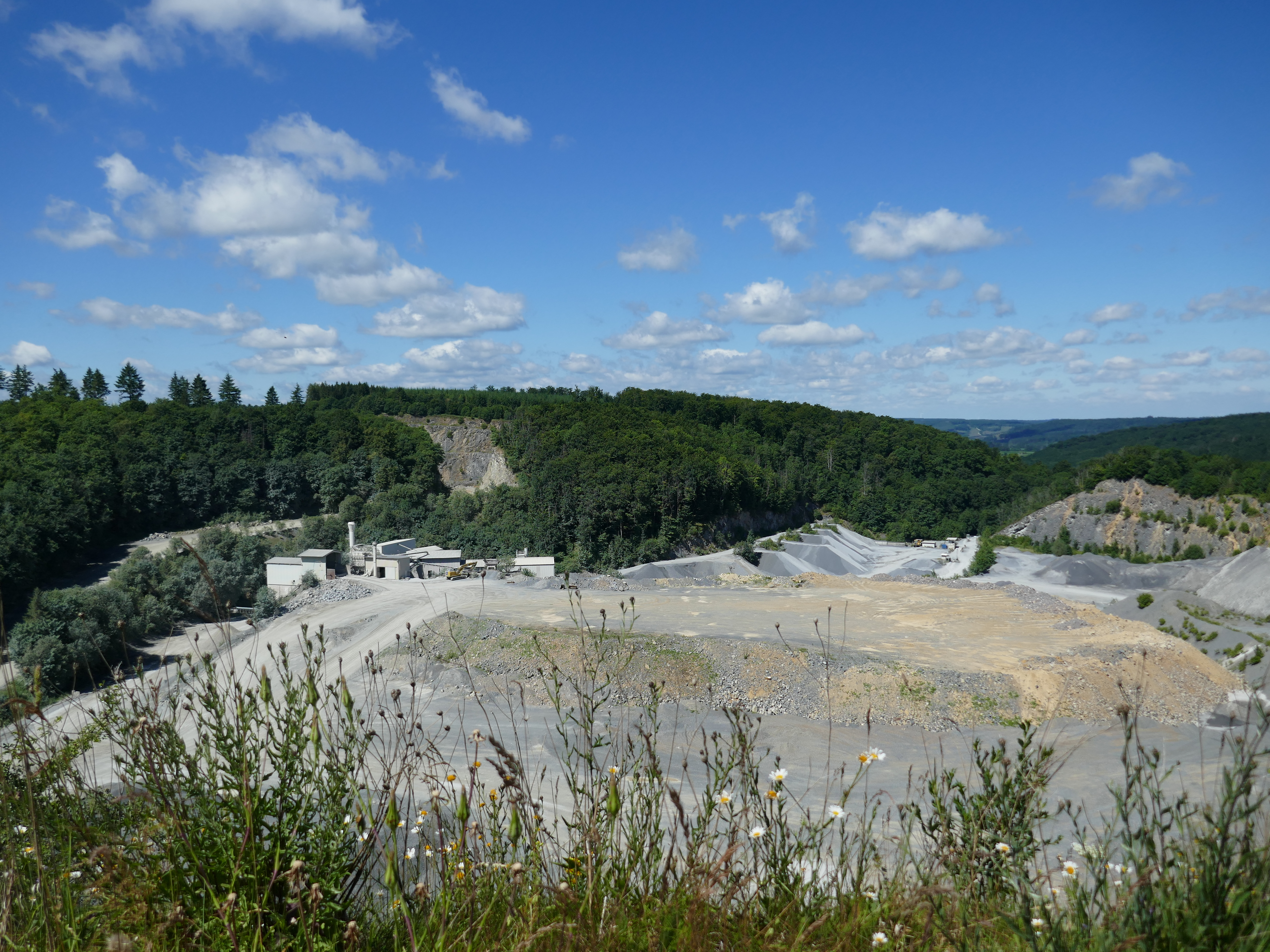
Oststeinbruch (2025)

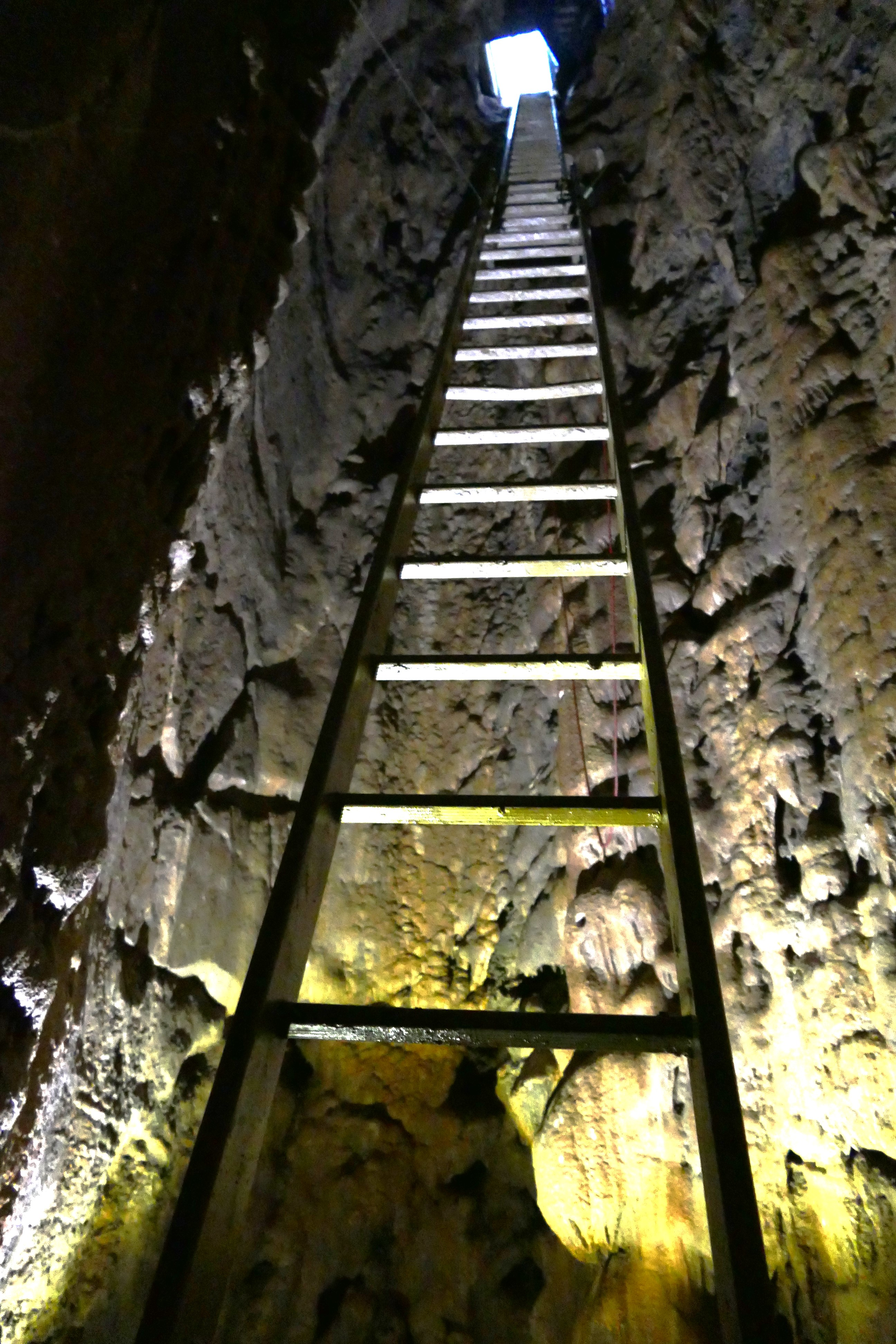
Einstiegssschacht zum Höhlensystem Kreiselhalle-Malachitdom

Der Steinbruch Düstertal oder Steinbruch Bleiwäsche ist ein aktiver Kalksteinbruch westlich von Bleiwäsche im Stadtgebiet von Bad Wünnenberg im Kreis Paderborn. Früher erfolgte der Abbau im östlichen Steinbruch auf Bad Wünneberger Gebiet, heute im westlichen Bruch im Stadtgebiet von Brilon im Ortsteil Alme. Der Abbau im Steinbruch wird von der Sauerländer Hartkalkstein-Industrie GmbH, Tochterfirma der Mitteldeutsche Hartstein-Industrie, betrieben. Nördlich grenzt die Hauptfläche vom Naturschutzgebiet Buchholz an. Eine kleinere südliche Teilfläche wird durch eine Steinbruchzufahrt zum Weststeinbruch vom Rest des Gebietes abgeteilt, so liegt das Naturschutzgebiet zwischen altem und neuem Steinbruch. Das Naturschutzgebiet Buchholz gehört zum FFH-Gebiet Buchholz bei Bleiwäsche (DE 4518-301). Auch Kleinflächen des Steinbruchs liegen im FHH-Gebiet und gleichzeitig im Vogelschutzgebiet Diemel- und Hoppecketal mit angrenzenden Wäldern. Im Steinbruch liegt das geschützte Naturdenkmal Höhlensystem Kreiselhalle-Malachitdom. Das Höhlensystem wurde erst 1987 entdeckt.

## Geologie
Im Devon wuchsen vom Eifelium bis zum Adorfium auf Laurussia zahlreiche Riffe. Die Sedimente des Steinbruchs wurden im inneren einer Lagune, nördlich der Riffe, abgelagert. Im Steinbruch konnten Regressionszyklen dokumentiert werden die bis zur Trockenlegung der Lagune reichten. Die hellgrauen Gesteine gehören zum Oberen Massenkalk der in einem flach abtauchende Sattel das Hangende des Unteren Massenkalks bildet.

## Informationen zum Steinbruch
Seit den 1950er Jahren wird der Steinbruch Düstertal betrieben. 1983 kaufte die Mitteldeutsche Hartstein Industrie AG den Steinbruch. Im Steinbruch wird bis 70 m tief Gestein abgebaut. Wegen der hohen Reinheit des Kalksteins wird er als Zuschlagstoff für die Zementindustrie, als Weißkalk, als Mischgut im Straßenbau und als Düngemittelzusatz verwendet. Es gibt am Rand des Steinbruchs drei Aussichtspunkte in den Steinbruch. Einer führt den Namen Tor zum Sauerland. Die Volkshochschule Bad Wünnenberg führt in den Sommermonaten Exkursionen in den Steinbruch durch. Der Steinbruch hat eine Fläche von 26 ha.

## Mineralien und Fossilien
Für den Steinbruch sind bisher folgende Mineralfunde dokumentiert (Stand 2025): Anglesit, Aragonit, Aurichalcit, Azurit, Baryt, Calcit, Cerussit, Chalkopyrit, Chalkosin, Covellin, Djurleit, Dolomit, Galenit, Gips, Glaukonit, Goethit, Hämatit, Malachit, Markasit, Millerit, Mogánit, Nontronit, Pyrit, Pyromorphit, Quarz sowie seine Varietäten Eisenkiesel, Chalcedon und Rauchquarz bis Morion, Siderit, Smithsonit und Sphalerit. Des Weiteren konnten hier verschiedene, nicht näher bestimmte Minerale aus der Chloritgruppe, der Tetraedrit- und Tennantitgruppe (siehe auch Fahlerze) sowie der Illit-Serie entdeckt werden. Daneben fand sich als Verwitterungsprodukt verschiedener Eisenminerale noch Limonit. Die Mineralien fand man in Oststeinbruch, während im Weststeinbruch kaum interessante Mineralien zu finden waren.
Dazu fand man bis 2025 die Fossilienart Cephalopoda. Im Höhlensystem Kreiselhalle-Malachitdom kam es auch zu paläontologischen Funden eiszeitlicher Säugetiere wie Auerochse, Pferd, Rothirsch,  Rentier und Höhlenbär.